# دانيال كاتس (كاتب)
دانيال كاتس (بالفنلندية: Daniel Katz)‏ (25 نوفمبر 1938، هلسنكي في فنلندا)؛ مؤلِّف، كاتب مسرحي، صحفي، ممثل وروائي فنلندي.

## روابط خارجية
- دانيال كاتس على موقع IMDb (الإنجليزية)
- دانيال كاتس على موقع مونزينجر (الألمانية)
- دانيال كاتس على موقع ديسكوغز (الإنجليزية)
- دانيال كاتس على موقع قاعدة بيانات الفيلم (الإنجليزية)